# ديك جونز (لاعب كرة قاعدة)
ديك جونز (بالإنجليزية: Dick Jones)‏ هو لاعب كرة قاعدة أمريكي، ولد في 22 مايو 1902 في ميدفيل في الولايات المتحدة، وتوفي في 2 أغسطس 1994 في بورلينغامي في الولايات المتحدة.

## وصلات خارجية
- ديك جونز على موقعبيزبول رفرنس.كوم (الدوري الرئيسي) (الإنجليزية)